# Estrategias de guerra de guerrillas
En marketing y estrategia empresarial, las estrategias de guerra son un tipo de estrategia que utiliza la metáfora militar para diseñar una estrategia de negocios. Las estrategias de guerrilla son un tipo de estrategia de guerra diseñada para debilitar al enemigo a través de una larga serie de ataques menores. Más que comprometerse en grandes batallas, una fuerza de guerrillas se divide en pequeños grupos que atacan de forma selectiva el objetivo en sus puntos más débiles. Para ser efectiva, los equipos de guerrillas deben ser capaces de replegarse entre ataque y ataque. La forma genérica de estrategia comprende una secuencia repetida de ataques, retiradas y ocultaciones practicadas en series. Se dice que las "fuerzas de guerrilla nunca ganan las guerras, pero que sus adversarios generalmente las pierden".

## Fortalezas
Las principales fortalezas de las estrategias de guerrilla son:
- Como nunca atacan la fuerza principal del enemigo, preservan sus recursos.
- Es muy flexible y se puede adaptar a todas las situaciones tanto defensivas como ofensivas.
- Se les hace difícil contar con métodos de marketing convencionales.
- Procuraban estar al margen de sus estrategias y asesinar a todos los enemigos.

## Guerra de guerrillas de marketing
En el área de negocios, comprende:
- ataques dirigidos legalmente contra la competencia
- publicidad comparativa de producto (en algunos países, esta práctica está prohibida o limitada)
- asalto ejecutivo
- alianzas de corta duración con otros competidores
- reducciones selectivas de precios
- sabotaje deliberado en los mercados de test de la competencia, investigación de mercado, campañas publicitarias o promociones de ventas
- orquestar publicidad negativa contra un competidor

También puede implicar seleccionar un segmento de mercado modesto, territorio geográfico o nicho de mercado y defenderlo.
No importa el éxito de la guerrilla, nunca actuará como el líder del mercado. Un vendedor en guerrilla debe ser flexible. Tiene que ser capaz de cambiar sus tácticas muy deprisa: ello incluye abandonar un segmento de mercado, producto, línea de productos, marca, modelo de negocios u objetivo. Las guerrillas no tienen vergüenza de realizar una retirada de mercado.
La estrategia es conveniente cuando:
- el competidor objetivo tiene recursos suficientemente fuertes y es capaz de llevar a cabo un ataque de liderazgo
- el atacante tiene recursos limitados

El término guerrilla de marketing a veces es utilizado para referirse simplemente a métodos de marketing poco ortodoxos.